# La trappola (film 1998)
La trappola è un film per la televisione del 1998 diretto da Ernest Dickerson.

## Trama
Il dodicenne Eric Natter assiste all'omicidio del padre, che è un membro del Ku Klux Klan, nella stazione di servizio, mentre faceva benzina da parte di alcuni malviventi. Ad indagare sul caso è un poliziotto di colore, Jerry Robinson, a cui viene affidato l'incarico di proteggere il testimone. Il fatto è che i suoi colleghi lo vogliono incastrare per omicidio e per rapimento, così Jerry e Eric si sentono in pericolo.